# Casa Meloc 422
La Casa de Calle Meloc N° 422 es una casona colonial ubicada en la calle Meloc en el centro histórico del Cusco, Perú.
Desde 1972 el inmueble forma parte de la Zona Monumental del Cusco declarada como Monumento Histórico del Perú. Asimismo, en 1983 al ser parte del casco histórico de la ciudad del Cusco, forma parte de la zona central declarada por la UNESCO como Patrimonio Cultural de la Humanidad.
Originalmente constaba de dos niveles y un patio. Exteriormente presenta tres portadas líticas, la primera y segunda exhiben talla grutesca en el dintel y clave del arco adintelado respectivamente, la tercera portada presenta tallada una cruz al medio del dintel. Encima de la portada de ingreso se puede apreciar un balcón de cajón abierto de profusa talla sustentado sobre ménsulas y cubierto por tejaroz cuyo antepecho está compuesto por dos hiladas de casetones y celosías; lo acompañan tres balconcillos de portañuelas, arquitrabe y doble balaustrada. Interiormente esta casa ha sido subdividida y desvirtuada en su morfología siendo lo más rescatable la galería noreste arcos de ladrillo en el primer nivel y de piedra en el segundo.